# Forță odică

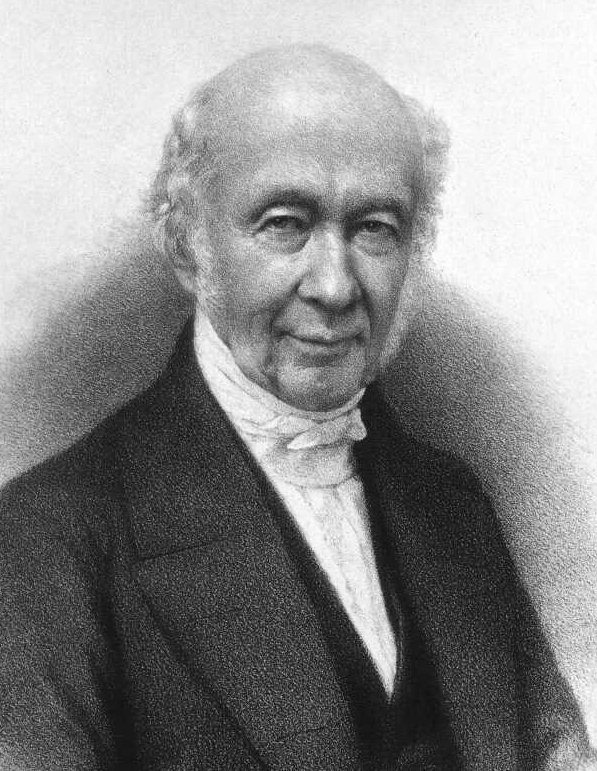
Baronul Carl von Reichenbach

Forța odică (numită, de asemenea, Od [õd], Odyle, Önd, Ode, Odylic, Odyllic sau Odems) este numele dat la mijlocul secolului al XIX-lea unei ipotetice energii vitale sau forțe vitale de către baronul Karl von Reichenbach. Numele inventat de Von Reichenbach în 1845 provine de la zeul nordic Odin. Studiul forței odice poartă numele de odologie. Nu au fost găsite vreodată dovezi științifice acceptabile, iar odologia este considerată o pseudoștiință.

## Istorie
În timp ce von Reichenbach investiga modul în care sistemul nervos al omului putea fi afectat de diverse substanțe, el a conceput existența unei noi forțe asemănătoare electricității, magnetismului și căldurii, o forță despre care a crezut că este emanată de cele mai multe substanțe. El a numit acest concept vitalist forță odică. Susținătorii spun că forța odică pătrunde în toate plantele, animalele și oamenii.
Persoanele care cred în existența forței odice susțin că aceasta este vizibilă în întuneric total ca aure colorate care înconjoară lucrurile vii, cristalele și magneții, dar că vizualizarea ei necesită ore întregi petrecute în întuneric total și că doar oamenii cu o percepție senzitivă puternică au capacitatea de a o vedea. Ei au susținut, de asemenea, că ea seamănă cu conceptele orientale prana și qi. Cu toate acestea, ei au privit forța odică ca nefiind asociată cu respirația (precum conceptele indiene prana și qi), ci mai degrabă cu câmpurile electromagnetice biologice.
Von Reichenbach nu a legat forța odică de alte teorii vitaliste. Baronul von Reichenbach a expus în detaliu conceptul de forță odică într-un articol foarte vast intitulat Researches on Magnetism, Electricity, Heat and Light in their Relations to Vital Forces, care a apărut într-o ediție specială a reputatei reviste științifice, Annalen der Chemie und Physik. El a spus că (1) forța odică avea un flux pozitiv și negativ și o parte luminoasă și una întunecată; (2) persoanele fizice puteau „emana” forța, în special din mâini, gură și frunte; și (3) forța odică avea multe aplicații posibile.
Forța odică a fost presupusă a explica fenomenul de hipnoză. În Marea Britanie, acest subiect a primit un impuls după traducerea Cercetărilor lui Reichenbach de către un profesor de chimie de la Universitatea din Edinburgh. Aceste cercetări au încercat să arate că multe dintre fenomenele odice sunt de aceeași natură cu cele descrise anterior de către Franz Mesmer și chiar cu mult înainte de Mesmer de Swedenborg.
Parapsihologii francezii Hippolyte Baraduc și Albert de Rochas au fost influențați de conceptul de forță odică.
Von Reichenbach a sperat să descopere o dovadă științifică pentru o forță universală a vieții; cu toate acestea, experimentele sale s-au bazat pe percepții raportate de către persoanele fizice care au pretins a fi „senzitive”, din moment ce nici el însuși nu a putut observa niciunul dintre fenomenele raportate. „Senzitivii” trebuiau să lucreze în întunerical total sau aproape total pentru a fi capabili să observe acest fenomen. Reichenbach a declarat că, prin experimentare, cam 1/3 din populație putea vedea fenomenul.

## Receptare în mediul științific
Conceptul de forță odică a fost criticat de comunitatea științifică deoarece nu există dovezi acceptabile care să-i ateste existența. În secolul al XIX-lea a fost descris ca o escrocherie de către critici și este privit astăzi ca un exemplu de pseudoștiință.
Scriitorul științific Martin Gardner în cartea sa Fads and Fallacies in the Name of Science (1957) a notat că „oamenii de știință nu au putut să repete experimentele baronului”.
Oamenii de știință au abandonat conceptul de forță odică. În cultura populară occidentală numele este folosit într-un mod similar cu qi sau prana pentru a se referi la energii spirituale sau forță vitală asociate cu lucrurile vii. În Europa, forța odică a fost menționată în cărțile despre radiestezie, de exemplu.